# 2020年東京オリンピックのトルコ選手団
2020年東京オリンピックのトルコ選手団は、2021年7月23日から8月8日にかけて日本の首都東京で開催された2020年東京オリンピックのトルコ選手団、およびその競技結果。

## メダル
| メダル | 選手名                           | 競技         | 種目                              | 日付    |
| ------ | -------------------------------- | ------------ | --------------------------------- | ------- |
| 金     | メテ・ガゾズ                     | アーチェリー | 男子個人                          | 7月31日 |
| 金     | ブセナズ・シュルメネリ           | ボクシング   | 女子ウェルター級                  | 8月7日  |
| 銀     | エライ・シャムダン               | 空手         | 男子組手67kg級                    | 8月5日  |
| 銀     | ブセ・ナズ・チャクロール         | ボクシング   | 女子フライ級                      | 8月7日  |
| 銅     | ハティジェ・キュブラ・イルギュン | テコンドー   | 女子57kg級                        | 7月25日 |
| 銅     | ハカン・レチュベル               | テコンドー   | 男子68kg級                        | 7月25日 |
| 銅     | ルザ・カヤアルプ                 | レスリング   | 男子グレコローマンスタイル130kg級 | 8月2日  |
| 銅     | ヤセミン・アダル                 | レスリング   | 女子フリースタイル76kg級          | 8月2日  |
| 銅     | フェルハト・アルジャン           | 体操         | 男子平行棒                        | 8月3日  |
| 銅     | タハ・アクギュル                 | レスリング   | 男子フリースタイル125kg級         | 8月6日  |
| 銅     | アリ・ソフオール                 | 空手         | 男子形                            | 8月6日  |
| 銅     | メルベ・チョバン                 | 空手         | 女子組手61kg級                    | 8月6日  |
| 銅     | ウール・アクタシュ               | 空手         | 男子組手75kg超級                  | 8月7日  |

## 射撃
- 1名[1]